# Lista de prefeitos de Tartarugalzinho
Esta é a lista de prefeitos do município de Tartarugalzinho, estado brasileiro do Amapá
| Nº | Prefeito                                                 | Imagem                                           | Partido                                          | Vice-Prefeito                        | Início do mandato      | Fim do mandato                           | Observações                                           |
| 1  | Iraçu Colares                                            |                                                  | Partido do Movimento Democrático Brasileiro PMDB |                                      | 17 de dezembro de 1987 | 31 de dezembro de 1992                   | Prefeito nomeado pelo governador Jorge Nova da Costa. |
| 2  | Altemir Mineiro Rezende                                  |                                                  | Partido Socialista Brasileiro PSB                | Claudete Maria Ferreira Moraes       | 1° de janeiro de 1993  | 31 de dezembro de 1996                   | Primeiro prefeito eleito.                             |
| 3  | Adelino Fernandes Gurjão Filho                           |                                                  | Partido Liberal PL                               |                                      | 1° de janeiro de 1997  | 31 de dezembro de 2000                   | Prefeito eleito em sufrágio universal.                |
| 4  | Almir Rezende (Belo Vale/MG, 05.05.1955–)                |                                                  | Partido Socialista Brasileiro PSB                |                                      | 1° de janeiro de 2001  | 31 de dezembro de 2004                   | Prefeito eleito em sufrágio universal.                |
| 5  | Rildo Gomes de Oliveira (Amapá, 06.02.1968–)             |                                                  | Partido Trabalhista Brasileiro PTB               | Claudete Maria Ferreira Moraes (PPS) | 1° de janeiro de 2005  | 31 de dezembro de 2008                   | Prefeito eleito em sufrágio universal.                |
| 5  | Rildo Gomes de Oliveira (Amapá, 06.02.1968–)             | Partido do Movimento Democrático Brasileiro PMDB | Claudete Maria Ferreira Moraes (PPS)             | 1° de janeiro de 2009                | 31 de dezembro de 2012 | Prefeito reeleito em sufrágio universal. |                                                       |
| 6  | Almir Rezende (Belo Vale/MG, 05.05.1955–)                |                                                  | Partido Trabalhista do Brasil PTdoB              | Rosivaldo Neves Nunes "Riva" (PTB)   | 1° de janeiro de 2013  | 31 de dezembro de 2016                   | Prefeito eleito em sufrágio universal.                |
| 7  | Rildo Gomes de Oliveira (Amapá, 06.02.1968–)             |                                                  | Partido do Movimento Democrático Brasileiro PMDB | Nilson da Silva Figueiredo (PDT)     | 1° de janeiro de 2017  | 31 de dezembro de 2020                   | Prefeito eleito em sufrágio universal.                |
| 8  | Bruno Manoel Rezende, Bruno Mineiro (Belém, 27.03.1980–) |                                                  | Democratas DEM                                   | Javã Castanho (REP)                  | 1° de janeiro de 2021  | 31 de dezembro de 2024                   | Prefeito eleito em sufrágio universal.                |
| 8  | Bruno Manoel Rezende, Bruno Mineiro (Belém, 27.03.1980–) | União Brasil UNIÃO                               | 1 de janeiro de 2025                             | Javã Castanho (REP)                  | Atualidade             | Prefeito reeleito em sufrágio universal. |                                                       |